# Didier Koré
Didier Florent Guibihi Koré, né le 17 avril 1989 à Abidjan, est un footballeur ivoirien. Il évolue au poste de milieu de terrain.

## Biographie
Didier Koré commence sa carrière au Stade d'Abidjan. Il joue ensuite à l'USC Bassam, avant de partir pour le Burkina Faso et de jouer une saison avec l'Étoile Filante de Ouagadougou.
En 2011, il rejoint l'équipe ghanéenne de l'Ashanti Gold. Il reste 4 saisons dans ce club, remportant le championnat du Ghana en 2015. Il y est alors décrit comme "bon organisateur du jeu". Il est surnommé « petit Messieu » par ses coéquipiers, bien que mesurant 1,83 m, car son centre de gravité est jugé trop bas.
Le 15 septembre 2015, il quitte le Ghana et signe un contrat de 3 saisons en faveur du club tunisien du Club sportif sfaxien.

## Clubs
- 2008-2009 : Stade d'Abidjan ( Côte d'Ivoire)
- 2009-2010 : USC Bassam ( Côte d'Ivoire)
- 2010-2011 : Étoile Filante de Ouagadougou ( Burkina Faso)
- 2011-2015 : Ashanti Gold ( Ghana)
- 2015 : Club sportif sfaxien ( Tunisie)

## Palmarès
- Champion du Ghana (1) : 
  - Vainqueur : 2015